# HD 100307
HD 100307 är en ensam stjärna belägen i den södra delen av stjärnbilden Vattenormen. Den har en skenbar magnitud av ca 6,16 och är mycket svagt synlig för blotta ögat där ljusföroreningar ej förekommer. Mellanliggande interstellärt stoft gör att den synes 0,346 magnitud svagare än vad den annars skulle vara. Baserat på parallaxmätning inom Hipparcosuppdraget på ca 4,5 mas, beräknas den befinna sig på ett avstånd på ca 720 ljusår (ca 220 parsek) från solen. Den rör sig bort från solen med en heliocentrisk radialhastighet på ca 35 km/s.

## Egenskaper
HD 100307 är en röd till orange jättestjärna i huvudserien av spektralklass M2 III, och är en misstänkt variabel. Den har en radie som är ca 68 solradier och har ca 687 gånger solens utstrålning av energi från dess fotosfär vid en effektiv temperatur av ca 3 600 K.